# Radka Savova
Radka Savova (in bulgaro Радка Савова?; ... – marzo 2019) è stata una cestista bulgara.

## Carriera
Con la Bulgaria ha disputato tre edizioni dei Campionati europei (1952, 1954, 1956).